# Robin Guthrie
Robin Guthrie, född 4 januari 1962 i Grangemouth, Skottland, är en skotsk musiker, kompositör och musikproducent.
Guthrie är känd som medlem av Cocteau Twins och skapare av deras speciella sound som influerat många alternativ rock-grupper sedan 1980-talet. Guthrie har ofta anlitats som musikproducent och bildade på 1990-talet det egna skivbolaget Bella Union för att stödja olika musikaliska projekt och artister. Efter Cocteau Twins upplösning har han givit ut instrumentala soloalbum och ofta samarbetat med pianisten Harold Budd.

## Diskografi

### Solo
Studioalbum
- Imperial (2003)
- Continental (2006)
- Carousel (2009)
- Emeralds (2011)
- Fortune (2012)
- Universal Road (2015)

Soundtrack
- Mysterious Skin – Music from the Film (2005)
- 3:19 Bande Originale du Film (2008)
- White Bird in a Blizzard – Original Music (2014)

EP
- Everlasting (2006)
- Waiting for Dawn (2006)
- Angel Falls (2009)
- Songs To Help My Children Sleep (2009)
- Sunflower Stories (2010)

Singlar
- "Flicker" (2006)

Samlingsalbum
- Fractured Beauty (2006)
- Little Darla has a Treat for You vol. 24: Endless Summer Edition (2006)
- Little Darla has a Treat for You vol. 27: Eternal Spring Edition (2009)
- 3... 2... 1... A Rocket Girl Compilation (2011)